# Médaille pour la Défense de Moscou
La médaille « Pour la défense de Moscou » (en russe : Медаль « За оборону Москвы ») est une médaille militaire de campagne de la Seconde Guerre mondiale de l'Union soviétique attribuée à des militaires et des civils qui ont participé à la bataille de Moscou. L'auteur du dessin de la médaille est Nikolaï Moskalev (ru).
La décoration a été instituée le 1er mai 1944.